# Odontoglossum kraenzlinii
Odontoglossum kraenzlinii là một loài thực vật có hoa trong họ Lan. Loài này được O'Brien mô tả khoa học đầu tiên năm 1893.